# Арианские ассизы

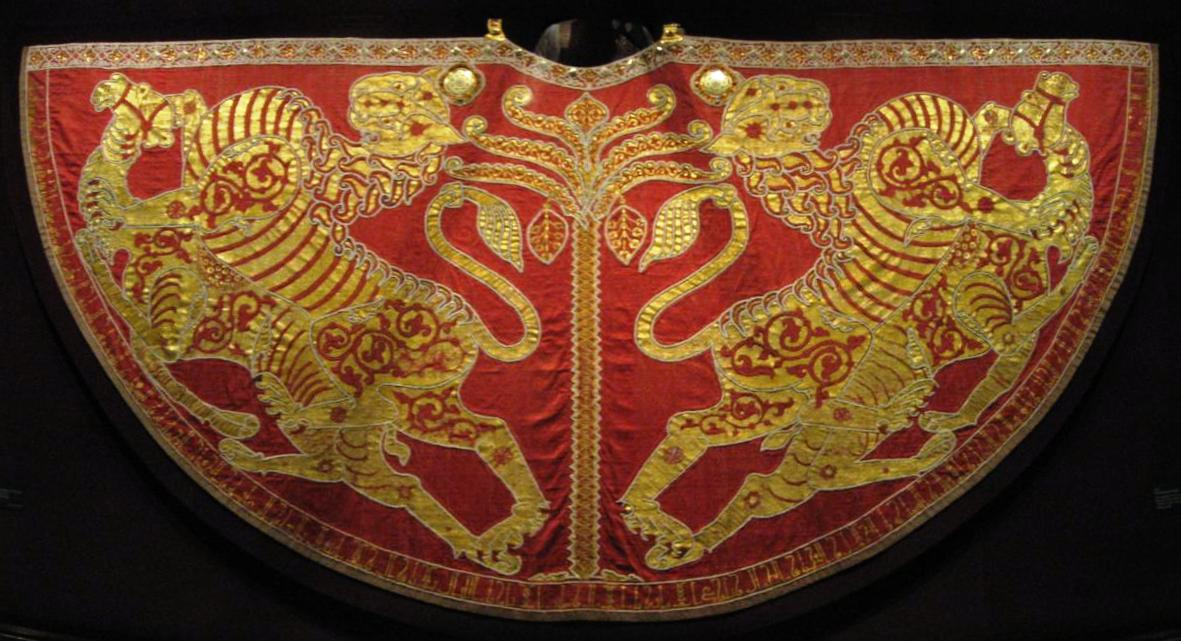
Часть королевской мантии Рожера II

Арианские ассизы — свод законов, введённый в действие Рожером II в Сицилийском королевстве в 1140 году. Нашли своё дальнейшее развитие в Мельфийских конституциях Фридриха II (1231 год). Установили беспрецедентное для своего времени систему централизованного государственного правления.

## История создания
В 1127 году Рожер II, великий граф Сицилии, унаследовал после смерти своего кузена Вильгельма II герцогство Апулия и Калабрия, а 25 декабря 1130 года был коронован в соборе Палермо как король единого Сицилийского королевства, включившего в себя Сицилию, Апулию и Калабрию. В течение 1130-1139 годов Рожер II был вынужден практически постоянно вести борьбу с мятежными континентальными баронами, за спиной которых стояли папа Иннокентий II и император Лотарь II, а затем он вступил в непосредственный конфликт с папством и империей. 
После победы над внешними и внутренними противниками (1139 год) перед Рожером II встала задача консолидации вновь образованного королевства. С одной стороны, задача осложнялась многонациональным (норманны, лангобарды, греки, арабы) и многоконфессиональным (католики, православные, мусульмане) населением государства, наличием различных правовых норм в различных, ранее совершенно обособленных, частях королевства. С другой стороны, разносторонне образованный Рожер II, по крайней мере на Сицилии, пользовался беспримерной (по сравнению с другими монархами Западной Европы) властью: для своих православных подданных он представлялся преемником византийских императоров, для католиков — фактически являлся наследственным папским легатом, для мусульман — выступал в роли законного повелителя. Путь к созданию единого государства лежал в этом случае через формирование сильной центральной власти, опирающейся на единое законодательство. Анализ источников показывает, что формирование единого кодекса законов можно отнести к 1140 году. В частности, летописец Фалько из Беневенто свидетельствует, что на большой ассамблее баронов королевства в Ариано (лето-осень 1140 года) Рожер II обнародовал "бесчисленные акты", в том числе о введении единой монеты — дуката. Ромуальд Салернский также указывает, что в 1140 году Рожер II "вводил новые законы и искоренял вредные обычаи". В связи с этим, свод законов Рожера II обычно называется Арианскими ассизами и датируется 1140 годом.

## Письменные источники
Текст Арианских ассиз сохранился в двух рукописных вариантах: манускрипт Vat.lat. 8782 Ватиканской библиотеки и Codice Cassinese 468 библиотеки монастыря Монте-Кассино, обнаруженных почти одновременно в XIX веке. 
Ватиканский манускрипт Vat.lat. 8782 содержал в оригинале четыре документа:  кодекс лангобардских законов, выписки из кодекса Юстиниана, институции Юстиниана и Арианские ассизы (fol. 91rb‑94va), затем к манускрипту уже другой рукой были сделаны ещё две приписки. Одна из приписок является посланием, адресованным к лицу, умершему в 1141 году, так что вся рукопись уверенно датируется сроком, не позднее 1141 года. В пользу такой датировки говорит и характерное для первой половины XII века использование буквы D с горизонтальной поперечной линией для указания на цитату из Дигест Юстиниана. Текст Ассиз оформлен в характерном для юридических компиляций XII века стиле: начинается с пролога, основная часть разделена на главы, текст записан в две колонки. Сравнение ватиканской рукописи Ассиз с текстом Мельфийских конституций 1231 года показывает, что юристы Фридриха II работали с текстом Арианских ассиз, близким к ватиканскому.
Рукопись из Монте-Кассино Codice Cassinese 468 состоит из 3 частей, первая и третья уверенно датируются началом XIII века, а вторая (собственно и содержащая Арианские ассизы) — рубежом XII-XIII столетий. Монте-Кассинский текст ассиз короче ватиканского, одни разделы переставлены, другие — отсутствуют, третьи — добавлены. Скорее всего, эта рукопись является не новым вариантом Ассиз, а лишь сокращённым изложением оригинального текста.
Существуют альтернативные представления об указанных рукописях:
- Ассизы были провозглашены не в Ариано в 1140 году, а на другой баронской ассамблее в Сильва Марка в 1142 году.
- Ассизы никогда не существовали как единый кодекс законов, но представляют собой сборник различных актов, выполненный владельцем Ватиканской рукописи.
- Для подведения легальной основы для Мельфийских конституций 1231 года юристы Фридриха II отнесли ими же составленный документ к эпохе Рожера II.

## Содержание ассиз согласно Ватиканскому кодексу
Пролог ассиз утверждает, что король, получивший королевство по милости Божией, считает своей прямой обязанностью перед Богом "обновить пути справедливости и благочестия", искажённые при его предшественниках. Эта важная обязанность делает королевское служение "достойным привилегий, дарованных священству", так как "сведущие в законах мудрецы считают толкователей законов священниками". Такое широкое толкование привилегий и прав короля совершенно несвойственно западной юридической мысли, но вполне согласуется с духом законодательных актов Юстиниана. Рожер II выступает в роли законного преемника византийских императоров.
Статья 1 устанавливает обязательность для всего королевства новых законодательных актов, провозглашённых королём. Различные народы, входящие в состав государства, могут сохранять свои законы и обычаи в том объёме и до тех пор, пока эти законы и обычаи не вступают в противоречие с новыми королевскими законами. Таким образом, король выступает в роли верховного законодателя и судьи в своём государстве. 
Статья 4 устанавливает неприкосновенность и неделимость regalia — королевских владений, прав и привилегий; ни один вассал или должностное лицо, получившие от короля часть regalia, не может отчуждать, продавать, передавать в дар эту часть без согласия монарха. Таким образом, король запрещал субфеодализацию (создание его вассалами собственных вассалов), получал право вмешиваться в наследование феодов, должностей или привилегий (право на пользование ими каждый наследник был вынужден вновь испрашивать у короля). Пользуясь этим установлением, сицилийские монархи вмешивались даже в личную жизнь своих феодалов, по своему произволу разрешая или запрещая им вступать в брак, что давало возможность пресекать непокорные баронские роды и возвращать в казну их выморочные владения.
Статья 17 утверждает, что "оспаривание приговоров, законов, действий и намерений короля или лиц, им назначенных или избранных им сравнимо со святотатством" и должно наказываться смертной казнью. Такое истолкование прав и привилегий королевской особы также соответствует скорее византийской, чем западноевропейской традиции. Покушение или причинение вреда королевским чиновникам приравнивается статьёй 25 по своим правовым последствиям  к покушению на монарха.
Статья 18 устанавливает наказание в виде смертной казни и конфискации имущества за государственную измену. Изменой считаются, помимо собственно заговоров, также: вооружение горожан в мирное время, бегство в бою и дезертирство, сдача крепостей, поражение в сражении, убийство государственных чиновников, неоказание помощи королевским союзникам и, напротив, помощь и укрывательство врагов государства, непрепятствие бегству заложников, а также осуждение действий умершего монарха. Подданным государства вменялось в обязанность сообщать о фактах государственной измены, в противном случае не сообщившие об известных им преступлениям считались сообщниками изменников. Столь широкого толкования понятия государственной измены не знало законодательство ни одной страны в Западной Европе.
Много внимания уделено в ассизах церковным вопросам. Статья 2 гарантирует сохранность церковного имущества, с. 7 определяет возмещение за нанесение ущерба имуществу и привилегиям Церкви, ст.5 — наказывает за незаконную продажу священных реликвий, ст.6 — подтверждает право убежища в храме. Статья 8 освобождает духовенство от принесения присяги в суде и телесных наказаний, а ст. 16 запрещает симонию. Тем не менее, привилегии Церкви небеспредельны: епископ не имеет права рукополагать крепостных крестьян без письменного согласия их сеньора, даже в случае такого рукоположения в духовное сословие переходит только сам священник, а его дети остаются крепостными (ст. 10).
Основным вероисповеданием в королевстве провозглашался католицизм (к которому, впрочем, причислялись и православные греки, подчинённые латинским епископам), вероотступники теряли свои гражданские права (ст. 13). Иудеям и неверным (то есть мусульманам) запрещалось владеть рабами-христианами, а вероотступничество  влекло смертную казнь для их владельца (ст.12). Статья 27 провозглашала единственным законным браком брак церковный, дети, рождённые в любом другом сожительстве, теряли права на имущество и общественное положение своих родителей.
Значительная часть Ассиз посвящена уголовным преступлениям: фальшивомонетничеству (ст. 21), подделке документов (ст. 20, 22, 23), похищению детей (ст. 37), краже (ст. 40), поджогу (ст. 41), отравлению (ст. 43). Очень многословны Ассизы в описании случаев прелюбодеяния и наказаний за них (ст. 28-29, 31-32).